# 5889 Mickiewicz
5889 Mickiewicz este un asteroid din centura principală, descoperit pe 31 martie 1979, de Nikolai Cernîh.